# ميثودمان
ميثودمان (بالإنجليزية: Method Man)‏ (و. 1971  م) هو موسيقي، ورابر، ومغني، وممثل تلفزي، وكاتب أغاني، ومنتج أسطوانات، وممثل أفلام، ومنتج تلفزيوني، وكاتب سيناريو، ومؤلف أمريكي، ولد في هيمبستيد، نيويورك، وهو عضوٌ في وو تانج كلان.

## وصلات خارجية
- ميثودمان على موقع IMDb (الإنجليزية)
- ميثودمان على موقع ألو سيني (الفرنسية)
- ميثودمان على موقع ميوزك برينز (الإنجليزية)
- ميثودمان على موقع رولينغ ستون (الإنجليزية)
- ميثودمان على موقع أول موفي (الإنجليزية)
- ميثودمان على موقع قاعدة بيانات الأفلام السويدية (السويدية)
- ميثودمان على موقع إن إن دي بي (الإنجليزية)
- ميثودمان على موقع أول ميوزيك (الإنجليزية)
- ميثودمان على موقع أول ميوزيك (الإنجليزية)
- ميثودمان على موقع ديسكوغز (الإنجليزية)
- ميثودمان على موقع ديسكوغز (الإنجليزية)